# No Holds Barred: The Match/The Movie
No Holds Barred: The Match/The Movie foi um evento de luta profissional pay-per-view (PPV) produzido pela World Wrestling Federation (WWF, agora WWE). O programa foi ao ar em 27 de dezembro de 1989 e consistiu no filme No Holds Barred em sua totalidade, seguido por uma luta gravada anteriormente em uma gravação do Wrestling Challenge em 12 de dezembro no Nashville Municipal Auditorium em Nashville, Tennessee. Foi um dos poucos eventos pay-per-view não disponibilizados para streaming no lançamento do serviço WWE Network, embora em 2018, a luta na gaiola tenha se tornado parte da compilação WWE Supertape na seção Classic Home Video do serviço. 

## Produção

### Introdução
Em 1989, a World Wrestling Federation (WWF, agora WWE) programou um pay-per-view (PPV) intitulado No Holds Barred: The Match/The Movie para ser realizado em 27 de dezembro de 1989. O programa consistia no filme No Holds Barred em sua totalidade, seguido por uma luta gravada anteriormente em uma gravação do Wrestling Challenge em 12 de dezembro no Nashville Municipal Auditorium em Nashville, Tennessee.

### Histórias
O evento principal colocou Hulk Hogan e Zeus em duplas opostas. Hogan se uniu ao amigo de longa data Brutus Beefcake, enquanto o heel Zeus se uniu a Randy Savage. Todos os quatro estavam envolvidos em uma disputa entrelaçada desde o verão. Zeus fez várias aparições em eventos da WWF e cortou promos afirmando que ele, e não Hogan, deveria ter recebido o maior faturamento em No Holds Barred. Enquanto isso, como Hogan e Savage estavam brigando pelo Campeonato Mundial de Pesos Pesados da WWF, Beefcake começou a rivalizar com Savage depois que Beefcake insultou o empresário de Savage, Sensational Sherri, durante uma gravação de TV. No SummerSlam de 1989, Hogan e Beefcake se uniram para derrotar Savage e Zeus, após o que a rivalidade de duplas ferveu por vários meses quando Zeus começou a aparecer com Ted DiBiase na preparação para o Survivor Series de 1989. Ao contrário do SummerSlam de 1989, Miss Elizabeth não apareceu neste evento.
A rivalidade entre Hogan-Beefcake e Savage-Zeus foi retomada após Survivor Series, na preparação para "No Holds Barred: The Match/The Movie".

## Após o evento
Esta foi a última luta de Zeus na WWF, pois ele saiu pouco depois. Randy Savage continuou a visar Hogan pelo WWF Championship, culminando em uma luta no Main Event III. Zeus (como Z-Gangsta) e Hogan eventualmente se enfrentariam novamente no evento principal no WCW's Uncensored (1996) com Savage desta vez fazendo parceria com Hogan, em uma luta de dois contra oito Doomsday Cage.

## Resultados
| Nº                                          | Resultados                                  | Estipulações                                             | Tempo |
| ------------------------------------------- | ------------------------------------------- | -------------------------------------------------------- | ----- |
| Dark                                        | Dusty Rhodes derrotou Big Boss Man          | Luita individual                                         | -     |
| Dark                                        | The Ultimate Warrior(c) derrotou Dino Bravo | Luita individual pelo Campeonato Intercontinental da WWF | -     |
| (c) – Refere-se aos campeões antes da luta. |                                             |                                                          |       |